# IV Concili de Toledo
El quart Concili de Toledo fou una reunió general dels bisbes de les províncies del Regne de Toledo celebrada el 633 i presidida per sant Isidor de Sevilla.

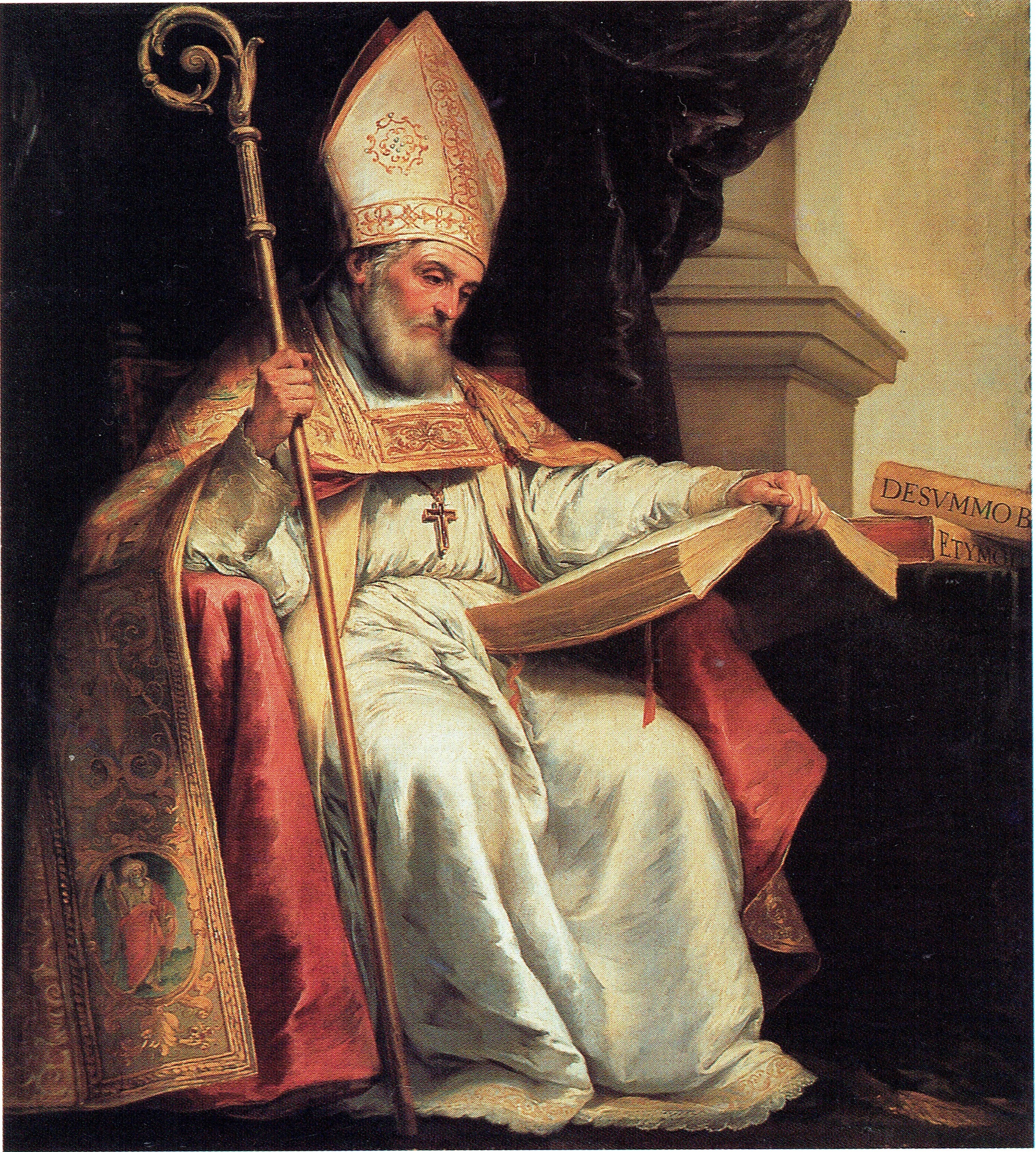
Isidor de Sevilla

A finals de l'any 633 (el 5 de desembre) es va inaugurar, en presència del rei Sisenand (rei dels visigots entre el 631 i el 636), a l'Església de Santa Leocàdia, construïda per ordre del rei Sisebut (rei dels visigots entre el 612 i el 621). Hi van assistir seixanta-nou bisbes.
Pel que sembla, fou la primera vegada que van assistir a les sessions alguns Viri Illustris, encara que no van signar les actes, fet que se sol interpretar en el sentit que no hi devien tenir ni veu ni vot. A partir d'aleshores, llur assistència als sínodes va esdevenir costum.
El rei Suíntila (rei dels visigots entre el 621 i el 631) hi va ser declarat criminal, blasmant-ne la seva iniquitat i el seu enriquiment a costa dels pobres. La seva sort va ser decidida en el Concili. Geila també va ser desterrat i els seus béns confiscats.
Però a més es va aprovar un cànon pel qual es condemnava tots aquells que trenquessin el jurament de fidelitat al rei i es prohibia que hi hagués més usurpacions del tron, rebel·lions, complots i magnicidis. Es va decidir que quan un rei morís el seu successor seria elegit per tots els magnats del regne amb els bisbes, reunits tots ells en un concili comú. Aquells que vulneressin el seu jurament de fidelitat envers el rei, atemptessin contra la seva vida o intentessin usurpar el tron serien anatematitzats tres vegades. Per part seva, el rei Sisenand es comprometia a governar amb moderació, benevolència, justícia i pietat sobre tots els pobles del seu regne. Si el rei, o els seus successors, no complien aquests punts i governaven amb duresa i tirania, també rebrien l'anatema. Tots aquests aspectes del concili sembla que es van aprovar en el context de la guerra civil entre els gots que seguien Sisenand i els que seguien Geila, germà del rei Suíntila, enderrocat per Sisenand, que s'havia rebel·lat contra ell. És dubtós que, si no hi hagués hagut una guerra civil o una rebel·lió recents, Sisenand hagués fet condemnar tan durament allò que ell mateix acabava de fer amb el rei Suíntila. El cànon setanta-cinquè, que va ser inspirat pel mateix rei, seria per tant la conseqüència política de la guerra civil o almenys de la rebel·lió de Geila, encara que, en no haver-hi més informació sobre la rebel·lió, es pogués pensar que Sisenand desaprovava la seva pròpia acció, i legislava perquè ningú més tornés a actuar com ell.
D'altres disposicions preses en el Concili que també podrien referir-se al context de les rebel·lions contra el rei podrien ser, per exemple, les qui condemnen els clergues que s'aixequin en armes contra el rei, els quals seran castigats amb la reclusió en un monestir per fer-hi penitència.
Es va prohibir que els clergues rebessin o enviessin missatges secrets fora d'Hispània. Segurament el clergat havia negociat una aliança dels rebels amb algun poder estranger; atès que sabem que els francs de Nèustria eren aliats de Sisenand, i el cronista Fredegari no fa cap al·lusió al tema, se sol pensar que el cànon es refereix a l'ordit de possibles aliances amb els aquitans, als vascons o els romans d'Orient.
També s'hi tractà l'apel·lació del Bisbe d'Écija Marcià, deposat cap al 625 per les intrigues del seu rival Habenci o Aventius (que el va acusar de ser deshonest per tenir una esclava, de nom Ustària, com auxiliar, de mantenir relacions sexuals amb una dama anomenada Bonel·la, de practicar la fetilleria, de parlar malament del rei i de consultar a l'endevina Simplícia sobre el futur del rei i el seu propi). El Concili va restablir Marcià en el seu rang de bisbe però no va examinar a fons el cas i no li va tornar la seu que momentàniament va quedar en poder d'Habenci.
Finalment el Concili va considerar improcedent que els bisbes formessin part dels tribunals que havien de jutjar i condemnar els casos de rebel·lió, car no havien de vessar sang, ni tan sols la dels traïdors, ni fer-ne vessar. Aquesta posició significaria un suport subjectiu a les rebel·lions i indicaria que el clergat en general no era massa hostil a Suíntila, ni tan favorable a Sisenand com es podria pensar en una primera impressió.
Sisenand, per la seva banda, va efectuar diverses concessions al clergat: li atorgà el dret a examinar prèviament les reclamacions, el dret de vigilància de nobles i jutges i l'exempció d'impostos.
El IV Concili de Toledo va aprovar vint-i-nou cànons sobre disciplina i administració de l'Església, vuit sobre monjos i penitents, deu sobre els jueus i vuit sobre els esclaus manumesos per l'Església. De manera succinta, el contingut d'aquests cànons fora el següent:
- Accés al bisbat. La persona que hagués estat culpable d'un delicte, hagués estat heretge (és a dir, arrià; batejat o rebatejat), tingués alguna deshonra natural o provocada, estigués casat dues vegades, hagués tingut una amant o s'hagués casat amb una vídua, no podia ser consagrat bisbe. Tampoc no podien ser-ho aquells que fossin esclaus, els funcionaris públics i curials, els illetrats i els menors de quaranta anys. Els candidats devien haver passat pels graus inferiors, no podien sol·licitar el càrrec ni pagar per ell, ni podien ser designats pel seu antecessor. L'elecció corresponia al clergat i al poble de la diòcesi, amb aprovació del sufragani i del metropolità (encara que, en la pràctica, seria sovint el rei el qui designaria qui havia de ser un futur bisbe). Llur consagració havia de fer-se en diumenge i l'havien de fer almenys tres bisbes de la mateixa província; la cerimònia havia de fer-se en una ciutat designada pel metropolità; els co-provincials que no poguessin assistir-hi havien de comunicar per escrit l'acceptació del proposat. El metropolità havia de ser-hi present o de donar-hi expressament la seva conformitat.
- Accés d'esclaus als càrrecs eclesiàstics. Des de l'any 633 (IV Concili de Toledo) es va permetre a alguns esclaus eclesiàstics ser elegits per al diaconat i el sacerdoci, però havien de ser manumesos abans de la seva ordenació. Després de la seva mort els seus béns passarien a l'Església que els havia manumès.
- Usurpació de béns pels bisbes. Per combatre la pràctica que els bisbes usurpessin les dotacions de les esglésies de llurs diòcesis que haguessin estat construïdes i equipades per alguns fidels, es va prohibir als bisbes que prenguessin més d'una tercera part de qualsevol donatius, rendes i ingressos aportats en espècie a aquestes esglésies; en cas que no ho complissin, els donants o llurs hereus podrien recórrer al sínode provincial a fi i efecte que els restituís els béns usurpats.
- 'L'oeconomus. Es va prohibir que el càrrec d'ecònom (oeconomus), administrador dels béns d'una església, fos ocupat per un laic, tal com ja havia dictaminat el sínode sevillà del 619 (que a més a més havia prohibit als bisbes que duguessin a terme ells mateixos aquesta tasca).
- La Pasqua. La data de la Pasqua en les diverses províncies no estava unificada. El IV Concili de Toledo va establir que els metropolitans havien d'acordar per carta entre ells (tres mesos abans de l'epifania) la data de la Pasqua, i després anunciar-la a llurs coprovincials.
- Immersió simple, Divendres Sant, normes diverses. El IV Concili toledà va intentar introduir definitivament la immersió simple per al baptisme que substituís la immersió triple, que encara continuava practicant-se. Es va establir igualment que el dia de Divendres Sant s'hauria de dir missa a les esglésies (ja que moltes d'elles romanien aquest dia tancades) i que s'hi hauria de predicar la passió del Senyor. El dejuni de Divendres Sant havia de durar tot el dia, i no només fins a les nou del vespre, com era costum de fer; després d'aquesta hora se solia celebrar un banquet. Els preveres haurien de resar el parenostre amb una certa freqüència i no només els diumenges com solien fer. En canvi els diumenges els capellans haurien de cantar el Cant dels Tres Nens, que alguns d'ells ometien de fer. L'Evangeli s'hauria de llegir immediatament després de l'epístola (segons els cànons de l'Església hispana) i no com es feia en algunes esglésies, on es llegien les laudes entre tots dos. També s'hi va unificar la tonsura, que a Galícia era diferent de la de les altres províncies. I el ciri pasqual, utilitzat a la vigília pasqual, havia de ser beneït a la Província Narbonense de la mateixa manera que ho era a totes les altres províncies.
- Llibre de la Revelació. El Llibre de la Revelació de Sant Joan -l'Apocalipsi- va ser declarat canònic, malgrat l'oposició de molts, que no volien pas acceptar-lo com a tal.
- Clergues que prenguessin les armes. Es va condemnar els clergues que prenguessin les armes contra el rei, els quals serien obligats a entrar en un monestir per fer-hi penitència. El cas ja s'havia donat entre diversos capellans i d'altres membres del clergat per sota d'ells (diaques, sotsdiaques).
- Clergues que contactessin amb potències estrangeres. Es va prohibir que els clergues rebessin o enviessin missatges secrets fora d'Hispània.
- Sots-diaques casats. Alguns sots-diaques havien arribat a casar-se; aquesta pràctica va quedar-hi prohibida.
- Vinculació del sacerdot a la seva diòcesi. El sacerdot quedava vinculat a la diòcesi on hagués estat ordenat, com un colon quedava vinculat a la terra que conreava.
- Reclamacions legals. Tot aquell que tingués reclamacions legals a fer contra bisbes, jutges, maiores i inferiores, hauria de sotmetre el seu cas al sínode provincial de bisbes, el qual decidiria si tenia dret o no a reclamar. En cas de tenir-lo, un executor del rei tindria cura que les autoritats competents hi impartissin justícia. Si el sínode no ho considerava oportú, la demanda no podria pas presentar-se.
- Vigilància i control dels bisbes. Si els bisbes s'assabentaven que els jutges i nobles oprimien els humils tenien autoritat per a reprendre-los (aparentment no podien prendre cap altra mesura). Si l'advertència no tenia efecte, havien de comunicar el cas al rei. Aquest poder ja l'havien obtingut els bisbes en el III Concili toledà però no es referia a nobles i jutges, sinó només a aquests darrers.
- Exempcions del clergat. Tot clergue nascut lliure quedava exempt de qualsevol impost i de realitzar treballs forçats, però les terres de l'església sí que continuarien pagant impostos.
- Manumissió d'esclaus. Quan un esclau fos manumès, l'església conservaria damunt ell i els seus descendents el patronatge; aquell que manumetés un esclau i no es preocupés d'assegurar sobre ell el patronatge eclesiàstic, hauria de compensar l'església amb dos esclaus d'igual valor al del manumès. Els manumesos i llurs descendents haurien d'informar cada nou bisbe de llur condició perquè aquesta no s'anés oblidant amb el temps.
- Consultes a endevins. Es va prohibir a qualsevol membre del clergat que consultés endevins; en cas de fer-ho, els infractors serien condemnats a fer penitència tota llur vida.
- Conversions forçades. El Concili va rebutjar la política de conversions forçades de jueus que s'havia dut a terme durant alguns anys del regnat de Sisebut.
- Càrrecs públic per a jueus. En el III Concili de Toledo als jueus ja se'ls havia prohibit d'exercir càrrecs públics en els quals poguessin perjudicar cristians, però ara la prohibició d'exercir càrrecs públics es va estendre als cristians nascuts de pares jueus, i a qualsevol càrrec públic sense excepció. La vigilància del compliment d'aquesta norma es va encarregar als Iudices Provinciarum i als bisbes catòlics; els Iudices que no vetllessin pel compliment d'aquest cànon serien excomunicats.
- Esclaus cristians dels jueus. Es va confirmar la prohibició per als jueus de posseir, comprar o rebre com a obsequi esclaus cristians, però la pena per l'incompliment d'aquesta norma es va modificar: l'esclau cristià seria alliberat immediatament, però el jueu no veuria confiscades les seves propietats.
- Jueus conversos. La majoria dels jueus que havien estat obligats a convertir-se durant el regnat de Sisebut, van tornar a la religió judaica en acabar el regnat de d'aquest rei i atenuar-se el rigor de la legislació antijueva amb el seu successor Suíntila. Alguns jueus van tornar obertament a llur religió i van procedir a circumcidar llurs esclaus. Per evitar-ho es va determinar que els esclaus que haguessin estat circumcidats serien alliberats i tornarien al catolicisme sota vigilància del bisbe local. Si els jueus circumcidaven llurs propis fills, aquests els serien sostrets. Un cànon especifica que els fills i les filles dels jueus havien de ser-los sostrets i s'havien d'ingressar en monestirs i centres cristians per ser-hi educats en el cristianisme; es creu que aquest cànon no tenia com a objectiu els fills de tots els jueus, sinó només aquells els pares dels quals s'haguessin convertit al cristianisme de manera coaccionada durant els temps del rei Sisebut (alhora que s'havien vist forçats a batejar com catòlics llur fills) i que ara tornessin o haguessin tornat al judaisme.
- Matrimonis mixtos. Malgrat les reiterades prohibicions, fins i tot per part de les dues religions, els matrimonis mixtos entre jueus i cristians havien continuat celebrant-se. Es va dictaminar que quan el cònjuge jueu no volgués acceptar la religió del seu consort cristià, el matrimoni hauria de separar-se, i els fills quedarien a poder del cristià i haurien de ser educats en la fe catòlica.
- Jueus conversos i no conversos. Es va prohibir als jueus que s'haguessin convertit al cristianisme de tenir qualsevol mena de contacte amb els jueus que no s'hi haguessin convertit. En cas d'incompliment d'aquest cànon, el jueu culpable seria lliurat com a esclau a un cristià i el convers seria fuetejat públicament.
- Prohibició de testificar. Els jueus conversos no tindrien dret a testificar davant els tribunals.
- Protecció dels jueus. Malgrat la duresa de les lleis en contra d'ells, molts de llecs i de clergues protegien els jueus, per compassió, amistat o suborn. Per evitar-ho es va promulgar un cànon que establia que aquell que ajudés els jueus, fos llec, prevere o bisbe, seria excomunicat i rebria l'anatema.
- Celebració de sínodes. El IV Concili va decidir que els sínodes provincials anuals se celebrarien cada any el dia 18 de maig. Cal dir que el III Concili havia fixat la data de l'1 de novembre i és aquesta data la que a la llarga va prevaler. Es va confirmar que s'havia de celebrar un sínode anual a cada província, cosa que ni es feia (per més que de ben segur se celebressin diversos sínodes dels quals no en tenim notícia), ni es faria en el futur. Les reunions dels sínodes havien de celebrar-se amb tranquil·litat, sense enrenous del clergat, interrupcions dels discursos, tumults, xerrades frívoles, rialles o crits sorollosos, i es va decidir que es castigaria els qui no complissin aquestes indicacions amb la pena d'expulsió de la reunió i excomunió per tres dies.